# 발몬토네
발몬토네(이탈리아어: Valmontone)는 이탈리아 라치오주 로마현에 위치한 코무네다. 로마로부터 남동쪽 45km 거리에 있다.

## 자매 도시
- 베니파이오
- 바일레르지메르베르크